# Campeonato Europeu de Atletismo em Pista Coberta de 1982
O 13º Campeonato Europeu de Atletismo em Pista Coberta foi realizado no Palazzo dello Sport, de Milão, Itália, nos dias 6 e 7 de março de 1982. As competições repartiram-se por 23 eventos oficiais (13 no programa masculino e 10 no feminino), tendo sido introduzida, pela primeira vez no programa, a prova de 200 metros.
Nesta edição foi batido o recorde mundial dos 400 metros femininos, pela atleta checoslovaca Jarmila Kratochvílová, com a marca de 49,59 s. Também a italiana Agnese Possamai superou o recorde mundial dos 3000 metros, ao fazer o tempo de 8:53.87 m.

## Medalhistas
Masculino
| Evento               | Ouro                   | Ouro     | Prata                    | Prata    | Bronze                    | Bronze   |
| 60 m                 | POL Marian Woronin     | 6.61     | BUL Valentin Atanasov    | 6.62     | FRA Bernard Petitbois     | 6.66     |
| 200 m                | FRG Erwin Skamrahl     | 21.20    | HUN István Nagy          | 21.41    | ITA Michele Di Pace       | 21.52    |
| 400 m                | URS Pavel Konovalov    | 47.04    | HUN Sándor Újhelyi       | 47.14    | ESP Benjamín González     | 47.41    |
| 800 m                | ESP Antonio Páez       | 1:48.02  | FRG Klaus-Peter Nabein   | 1:48.31  | ESP Colomán Trabado       | 1:48.35  |
| 1500 m               | ESP José Luis González | 3:38.70  | ESP José Manuel Abascal  | 3:38.91  | FIN Antti Loikkanen       | 3:39.62  |
| 3000 m               | FRG Patriz Ilg         | 7:53.50  | ITA Alberto Cova         | 7:54.12  | URS Valeriy Abramov       | 7:54.46  |
| 60 m barreiras       | URS Aleksandr Puchkov  | 7.73     | BUL Plamen Krastev       | 7.74     | FRG Karl-Werner Dönges    | 7.80     |
| salto em altura      | FRG Dietmar Mögenburg  | 2,34     | POL Janusz Trzepizur     | 2,32     | SUI Roland Dalhäuser      | 2,32     |
| salto com vara       | URS Viktor Spasov      | 5,70     | URS Konstantin Volkov    | 5,65     | POL Władysław Kozakiewicz | 5,60     |
| salto em comprimento | GDR Henry Lauterbach   | 7,86     | SUI Rolf Bernhard        | 7,83     | ITA Giovanni Evangelisti  | 7,83     |
| triplo salto         | HUN Béla Bakosi        | 17,13    | URS Gennadiy Valyukevich | 16,87    | URS Nikolay Musiyenko     | 16,82    |
| lançamento do peso   | YUG Vladimir Milić     | 20,45    | TCH Remigius Machura     | 20,07    | YUG Jovan Lazarević       | 19,65    |
| 5000 m marcha        | ITA Maurizio Damilano  | 19:19.93 | ITA Carlo Mattioli       | 20:06.91 | AUT Martin Toporek        | 20:19.47 |

Feminino
| Evento               | Ouro                      | Ouro         | Prata                   | Prata   | Bronze                 | Bronze  |
| 60 m                 | GDR Marlies Göhr          | 7.11         | BUL Sofka Popova        | 7.19    | GBR Wendy Hoyte        | 7.27    |
| 200 m                | GDR Gesine Walther        | 22.80        | BUL Yelena Kelchevskaya | 23.35   | FRG Heidi-Elke Gaugel  | 23.39   |
| 400 m                | TCH Jarmila Kratochvílová | 49.59 (WR)   | GDR Dagmar Rübsam       | 51.18   | GDR Gaby Bussmann      | 51.57   |
| 800 m                | ROM Doina Melinte         | 2:00.39 (CR) | GDR Martina Steuk       | 2:01.07 | POL Jolanta Januchta   | 2:01.24 |
| 1500 m               | ITA Gabriella Dorio       | 4:04.01      | FRG Brigitte Kraus      | 4:04.22 | GDR Beate Liebich      | 4:06.70 |
| 3000 m               | ITA Agnese Possamai       | 8:53.77 (WR) | ROM Maricica Puică      | 8:54.26 | GBR Paula Fudge        | 8:56.96 |
| 60 m barreiras       | GDR Kerstin Knabe         | 7.98         | GDR Bettine Gärtz       | 8.00    | BUL Yordanka Donkova   | 8.09    |
| salto em altura      | FRG Ulrike Meyfarth       | 1,99 (CR)    | GDR Andrea Bienias      | 1,99    | HUN Katalin Sterk      | 1,99    |
| salto em comprimento | FRG Sabine Everts         | 6,70         | FRG Karin Hänel         | 6,54    | ROM Vali Ionescu       | 6,52    |
| lançamento do peso   | BUL Verzhinia Veselinova  | 20,19        | TCH Helena Fibingerová  | 19,24   | URS Natalya Lisovskaya | 18,50   |

(WR) = Recorde mundial (CR) = Recorde dos campeonatos

## Quadro de medalhas
| Ordem | País               | Medalha de ouro | Medalha de prata | Medalha de bronze | Total |
| ----- | ------------------ | --------------- | ---------------- | ----------------- | ----- |
| 1     | Alemanha Ocidental | 5               | 3                | 2                 | 10    |
| 2     | Alemanha Oriental  | 4               | 4                | 2                 | 10    |
| 3     | União Soviética    | 3               | 3                | 3                 | 9     |
| 4     | Itália             | 3               | 2                | 2                 | 7     |
| 5     | Espanha            | 2               | 1                | 2                 | 5     |
| 6     | Bulgária           | 1               | 3                | 1                 | 5     |
| 7     | Hungria            | 1               | 2                | 1                 | 4     |
| 8     | Tchecoslováquia    | 1               | 2                | 0                 | 3     |
| 9     | Polónia            | 1               | 1                | 2                 | 4     |
| 10    | Roménia            | 1               | 1                | 1                 | 3     |
| 11    | Iugoslávia         | 1               | 0                | 1                 | 2     |
| 12    | Suíça              | 0               | 1                | 1                 | 2     |
| 13    | Reino Unido        | 0               | 0                | 2                 | 2     |
| 14    | Áustria            | 0               | 0                | 1                 | 1     |
| 14    | Finlândia          | 0               | 0                | 1                 | 1     |
| 14    | França             | 0               | 0                | 1                 | 1     |